# Pierre Boisserie
Pour l’article homonyme, voir Boisserie.
Pierre Boisserie, né le 21 mai 1964 à Paris, est un scénariste de bande dessinée, originaire du sud-ouest de la France et qui vit dans la vallée de Chevreuse. Ancien kinésithérapeute, il devient scénariste à temps plein l'année de ses quarante ans.

## Biographie
D'une famille originaire du Périgord, Pierre Boisserie passe le baccaulauréat à l'âge 17 ans et exerce ensuite le métier de kinésithérapeute pendant environ quinze ou vingt ans. Souhaitant renouer avec ses aspirations de jeunesse, il devient scénariste. Il rencontre Éric Stalner lors d'un festival. À partir de 1999, tous deux co-scénarisent la série La croix de Cazenac, « saga historique sur fond de chamanisme » qui compte dix tomes jusqu'en 2008,. En parallèle, le tandem entreprend la série de science-fiction Voyageur (sur le thème du voyage dans le temps) à partir de 2007, avec un dessin de Jean-Jacques Chagnaud (Glénat) ; la série compte dix volumes. Toujours avec Stalner (dessin), paraît le triptyque historique Saint-Barthélemy, qui reçoit un accueil positif sur BD Gest. À partir de 2007, le duo poursuit avec la série Flor de Luna,.
Lors d'un salon de bande dessinée, il rencontre Philippe Guillaume, directeur du service financier des Échos. Tous deux, se découvrant des affinités intellectuelles, imaginent le scénario de la série Dantès, thriller financier, dessinée par Erik Juszezak et qui connaît dix tomes entre 2007 et 2016 chez Dargaud. Ils renouvellent leur collaboration pour La Banque, avec Julien Maffre, à partir de 2014 puis d'autres dessinateurs prennent la main : Malo Kerfriden, Stéphane Brangier.
À partir de 2014, Boisserie scénarise Patxi Babel, série axée sur le surf, dessinée par Georges Abolin. Si l'accueil est positif pour Sud Ouest, BD Gest émet des critiques assez froides.
À partir de 2016, Boisserie co-scénarise avec Didier Convard, sur un dessin de Stéphane Douay, la série Les années rouge & noir, qui en 2018 compte trois volumes. Puis il signe le scénario de Cigarettes, le dossier sans filtre, dessiné par Stéphane Brangier (alias Siro), paru en avril 2019 (Dargaud) .
Boisserie a été l'un des organisateurs du festival de Buc.

## Publications
- Agents du Mossad, scénario de Pierre Boisserie et Frédéric Ploquin, dessins de Siro, 12 bis

1. Eichmann, 2011  (ISBN 978-2-356-48170-2) [17]
2. La traque, 2012  (ISBN 978-2-356-48319-5)

- Les Années rouge & noir, scénario de Pierre Boisserie et Didier Convard, dessins de Stéphane Douay, couleur de Marie Galopin, Édition Les Arènes

1. Agnès, 2016  (ISBN 978-2-35204-501-4)
2. Alain - 1946-1951, 2017  (ISBN 978-2-35204-612-7)
3. Bacchelli - 1951-1962, 2018  (ISBN 978-2-35204-752-0)
4. Simone - 1968-1974, 2019 (ISBN 979-1-03750-058-8)

- La Banque, scénario de Pierre Boisserie et Philippe Guillaume, Dargaud

1. Première génération 1815-1848 : L'Initié de Waterloo, dessin de Julien Maffre, couleurs Delf, 2014
2. Première génération 1815-1848 : Le Milliard des émigrés, dessin de Julien Maffre, couleurs Delf, 2014
3. Deuxième génération 1857-1871 : Les Comptes d'Haussmann, dessin de Malo Kerfriden, couleurs Delf, 2015
4. Deuxième génération 1857-1871 : Le Pactole de la Commune, dessin de Malo Kerfriden, couleurs Delf, 2015
5. Troisième génération 1882-1914 : Les Chéquards de Panama, dessin de Stéphane Brangier (alias Siro), couleurs Delf, 2016
6. Troisième génération 1882-1914 : Le temps des colonies, dessin de Stéphane Brangier, couleurs Delf, 2017

- Le banquier du Reich, 2 tomes, dessins de Cyrille Ternon, scénario co-écrit par Philippe Guillaume, Glénat, 2020.

- Le Chant des Malpas, scénario de Pierre Boisserie, dessins de Bara, Dargaud, collection Long Courrier  (ISBN 2-205-05280-2)

- Cigarettes : le dossier sans filtre, scénario de Pierre Boisserie , dessins de Stéphane Brangier (alias Siro), Dargaud, 2019  (ISBN 9782205079333) [16]

- La Croix de Cazenac, scénario de Pierre Boisserie et Éric Stalner (tomes 2 à 10), dessins d'Éric Stalner (tomes 1 à 10) et Siro (tomes 9 et 10), Dargaud

1. Cible soixante, 1999  (ISBN 2-205-04787-6)
2. L'Ange endormi, 2000  (ISBN 2-205-04942-9)
3. Le sang de mon père, 2001  (ISBN 2-205-05091-5)
4. Némésis, 2002  (ISBN 2-205-05269-1)
5. La Marque du loup, 2003  (ISBN 2-205-05472-4)
6. Ni dieux, ni bêtes, 2004  (ISBN 2-205-05592-5)
7. Les Espions du Caire, 2005  (ISBN 2-205-05710-3) [18]
8. La Mort du Tigre, 2006  (ISBN 2-205-05892-4)
9. L'ennemi, 2007  (ISBN 978-2-205-06010-2) [19]
10. La dernière croix, 2008  (ISBN 978-2-205-06218-2) [3],[4]

- Dantès, scénario de Pierre Boisserie et Philippe Guillaume (coscénariste), dessins d'Erik Juszezak, Dargaud

1. La Chute d'un trader, 2007  (ISBN 978-2-205-05945-8)
2. Six années en enfer, 2008  (ISBN 978-2-205-06059-1)
3. Le Visage de la vengeance, 2009  (ISBN 978-2-205-06240-3)
4. Pour solde de tout compte, 2010  (ISBN 978-2-205-06386-8)
5. Le Complot politique, 2011  (ISBN 978-2-205-06727-9)
6. L'Affrontement final, 2012  (ISBN 978-2-205-06771-2)

- La Droite !, scénario de Pierre Boisserie et Frédéric Ploquin, dessins de Pascal Gros, 12 bis

1. Petites trahisons entre amis, 2010  (ISBN 978-2-356-48201-3)

- La Gauche !, scénario de Pierre Boisserie et Frédéric Ploquin, dessins de Pascal Gros, 12 bis

1. Primaires academy, , 2010  (ISBN 978-2-356-48240-2)

- Eastern, scénario de Pierre Boisserie, dessins d'Héloret, Dargaud

1. Le départ, 2004  (ISBN 2-205-05473-2)
2. Roshâne, 2006  (ISBN 2-205-05684-0)
3. Oural, 2007  (ISBN 978-2-205-05874-1)

- Flor de Luna, scénario de Pierre Boisserie et Éric Stalner, dessins d'Éric Stalner et Éric Lambert, Glénat, collection Grafica
- 1 Santa Maria Cristina, Glénat - Grafica, France, mai 2007
Scénario : Éric Stalner, Pierre Boisserie - Dessin : Éric Lambert, Éric Stalner - Couleurs : Bruno Pradelle, Rémy  Langlois -  (ISBN 978-2-7234-5858-0)

- 2 La finca Don Diego, Glénat - Grafica, France, 25 juin 2008
Scénario : Éric Stalner, Pierre Boisserie - Dessin : Éric Lambert, Éric Stalner - Couleurs : Bruno Pradelle, Rémy  Langlois -  (ISBN 978-2-7234-6226-6)

- 3 La fabrica, Glénat - Grafica, France, 23 juin 2009
Scénario : Éric Stalner, Pierre Boisserie - Dessin : Éric Lambert, Éric Stalner - Couleurs : Bruno Pradelle, Rémy  Langlois -  (ISBN 978-2-7234-6871-8)

- 4 Rosalia, 1898, Glénat - Grafica, France, 26 septembre 2012
Scénario : Pierre Boisserie - Dessin : Éric Lambert - Couleurs : Bruno Pradelle -  (ISBN 978-2-7234-8646-0)

- 5 Christie, Glénat - Grafica, France, 16 avril 2014
Scénario : Pierre Boisserie - Dessin : Éric Lambert - Couleurs : Bruno Pradelle, Rémy  Langlois -  (ISBN 978-2-7234-9434-2)

- Libera, scénario de Pierre Boisserie, dessins de Silvio Cadelo, Zenda

1. Ti Môm, 2006  (ISBN 2-7234-4719-7)
2. Gran môm, 2008  (ISBN 978-2-7234-5330-1)

- Loup, scénario de Pierre Boisserie, Nicolas Vanier et Éric Stalner, 12 bis, 2009  (ISBN 978-2-356-48107-8)

- Mafias & co, scénario de Pierre Boisserie et Jean-Claude Bartoll, Jean-Yves Delitte, Frédéric Ploquin, dessins de Luc Brahy, Alfio Buscaglia, Jean-Yves Delitte, Espé, Éric Lambert, Sylvain Vallée et César Van Enpieet, 12 bis et Fayard, 2008

1. Ils se sont évadés, 2008  (ISBN 978-2-356-48027-9)

- Nakara, scénario de Pierre Boisserie, dessins de Lucien Rollin, Glénat, collection Grafica

1. Sorcière, 2011  (ISBN 978-2-7234-7926-4)
2. Déviants, 2012  (ISBN 978-2-7234-8362-9)

- Nova Genesis, scénario de Pierre Boisserie, dessins d'Éric Chabbert, Glénat, collection Grafica

1. Denver, 2003  (ISBN 2-7234-4102-4)[20]
2. Grand Canyon, 2004  (ISBN 2-7234-4501-1)
3. Libre espace, 2005  (ISBN 2-7234-4907-6)
4. Orion, 2007  (ISBN 978-2-7234-5329-5)

- La rage, scénario de Pierre Boisserie, dessins de Malo Kerfriden, 12 bis

1. Amina, 2011  (ISBN 978-2-356-48251-8)

- Robin, scénario de Pierre Boisserie, dessins d'Héloret, 12 bis

1. Les trois bâtards, 2009  (ISBN 978-2-356-48037-8)
2. Outlaws, 2010  (ISBN 978-2-356-48160-3)

- Saint-Barthélemy, scénario de Pierre Boisserie et Éric Stalner, Édition Les Arènes [6]

1. Sauveterre, 2016 [21]
2. Tuez-les tous !, 2017 [22]
3. Ainsi se fera, 2017 [7]

- Le Temps des Cités, scénario de Pierre Boisserie et Frédéric Ploquin, dessins de Luc Brahy, 12 bis

1. Les mirabelles, 2008  (ISBN 978-2-356-48032-3)
2. Marbella, 2009  (ISBN 978-2-356-48051-4)
3. Mohand, 2010  (ISBN 978-2-356-48172-6)

- Voyageur, scénario de Pierre Boisserie et Éric Stalner, Glénat, collection Grafica

1. Futur 1, dessins d'Éric Stalner, 2007  (ISBN 978-2-7234-5246-5)
2. Futur 2, dessins d'Éric Stalner, 2007  (ISBN 978-2-7234-5335-6)
3. Futur 3, dessins d'Éric Stalner, 2008  (ISBN 978-2-7234-5907-5)
4. Futur 4, dessins d'Éric Stalner, 2008  (ISBN 978-2-7234-6000-2)
5. Présent 1, dessins de Marc Bourgne, 2008  (ISBN 978-2-7234-5555-8)
6. Présent 2, dessins de Marc Bourgne, 2009  (ISBN 978-2-7234-5757-6)
7. Présent 3, dessins de Marc Bourgne, 2009  (ISBN 978-2-7234-6157-3)
8. Présent 4, dessins de Marc Bourgne, 2009  (ISBN 978-2-7234-6241-9)
9. Passé 1, dessins de Lucien Rollin, 2010  (ISBN 978-2-7234-6236-5)
10. Passé 2, dessins de Siro, 2010  (ISBN 978-2-7234-6237-2)
11. Passé 3, dessins d'Éric Lambert, 2010  (ISBN 978-2-7234-6238-9)
12. Passé 4, dessins d'Éric Liberge, 2011  (ISBN 978-2-7234-6239-6)
13. Omega, dessins de Juanjo Guarnido, 2011  (ISBN 978-2-7234-6240-2)

#### Chroniques
- Laurent Boileau, « Eastern - T2 : Roshâne - par Boisserie, Héloret & Smulkowski - Dargaud », sur Actua BD, 23 avril 2006
- Laurent Boileau, « Le Chant des Malpas - par Boisserie & Bara - Dargaud », sur Actua BD, 30 octobre 2006
- Charles-Louis Detournay, « Voyageur T1 : "Futur 1" - par Boisserie & Stalner - Glénat », sur Actua BD, 11 avril 2007
- Didier Pasamonik, « Flor de Luna T1 : Santa Maria Christina – Par Boisserie, Stalner et Lambert – Ed. Glénat », sur Actua BD, 2 juin 2007
- Laurent Boileau, « Dantès - T1 : La Chute d’un trader - par Boisserie, Guillaume & Juszezak - Dargaud », sur Actua BD, 23 septembre 2007
- Charles-Louis Detournay, « Libera - T2 : Gran Môm - par Pierre Boisserie & Sylvio Cadelo - Glénat », sur Actua BD, 30 mars 2008
- Charles-Louis Detournay, « Voyageur, tome 3 : "Futur 3" - Par Boisserie & Stalner - Glénat », sur Actua BD, 2 avril 2008
- Laurent Boileau, « Dantès - T2 : Six années en enfer - Par Boisserie, Guillaume & Juszezak - Dargaud », sur Actua BD, 1er octobre 2008
- Laurent Boileau, « Dantès - T3 : Le Visage de la vengeance - Par Boisserie, Guillaume & Juszezak - Dargaud », sur Actua BD, 13 septembre 2009
- Charles-Louis Detournay, « Voyageur T13 : Omega - Par Guarnido, Boisserie & Stalner - Glénat », sur Actua BD, 21 décembre 2011
- Charles-Louis Detournay, « La Rage, T1 : Amina - Par Boisserie & Kerfriden - 12bis », sur Actua BD, 18 janvier 2012
- C. P., « Enquête en terre africaine », Paris-Normandie,‎ 16 octobre 2013
- Didier Pasamonik, « Les Années rouge et noir T.1 : Agnès - Par Didier Convard, Pierre Boisserie et Stéphane Douay - Ed. Les Arènes BD », sur Actua BD, 20 mai 2016
- Christian Missia Dio, « Le Concile des arbres - Par Pierre Boisserie & Nicolas Bara - Coll. Long Courrier/Dargaud », sur Actua BD, 3 juin 2016
- Henri Filippini, « Dantès, t. 1 : la bourse ou la vie », dBD, no 16,‎ septembre 2007, p. 19.

#### Interview
- L. Gianati, Pierre Boisserie (int.) et Julien Maffre (int.), « Famille et argent font-ils bon ménage ? », sur BD Gest, 23 septembre 2014
- Xavier Richard et Pierre Boisserie (int.), « Pierre Boisserie :"Dantès est le scénario qui m’a demandé le plus de boulot" », sur Actua BD, 9 février 2008
- Interview sur www.bdtheque.com en 2011
- Pierre Boisserie (interviewé), Éric Stalner (interview) et Frédéric Bosser, « Stalner et Boisserie défient le temps », dBD, no 7,‎ mars 2007, p. 60-65.